# 卡丽·布拉特塞特·达勒
卡丽·布拉特塞特·达勒（挪威語：Kari Brattset Dale，1991年2月15日—），挪威女子手球运动员，2017年世界女子手球锦标赛银牌得主、2020年夏季奥林匹克运动会女子铜牌得主、2021年世界女子手球锦标赛金牌得主、2023年世界女子手球锦标赛银牌得主、2024年夏季奥林匹克运动会女子金牌得主。